# Seggerde

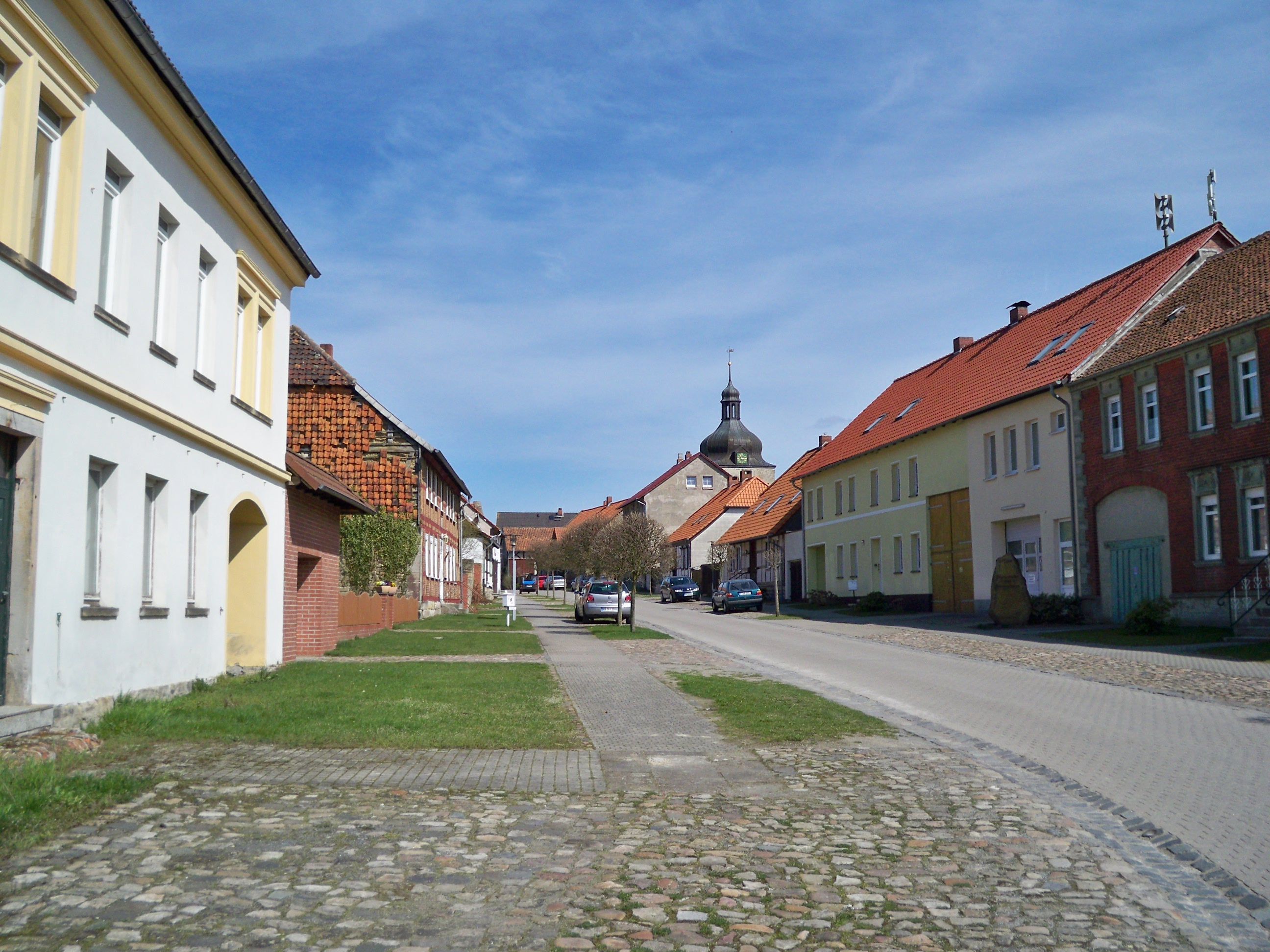
Dorfstraße mit Kirche

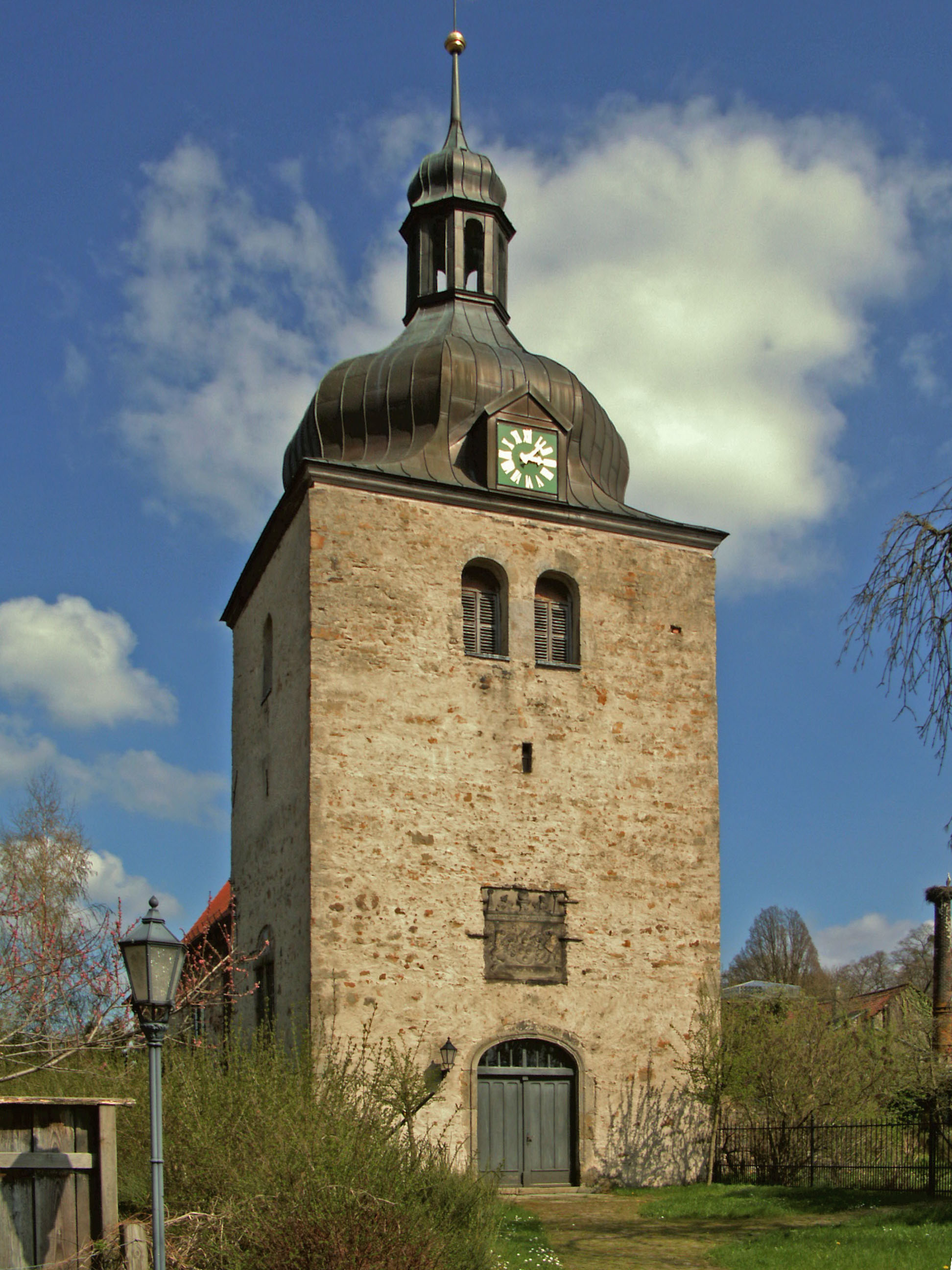
Dorfkirche

Seggerde ist ein Ortsteil der Stadt Oebisfelde-Weferlingen im Landkreis Börde in Sachsen-Anhalt.

## Geografie
Der Ort liegt im Tal der Aller, etwa 20 Kilometer nördlich von Helmstedt. Die westliche Gemeindegrenze bildet die Landesgrenze zwischen Sachsen-Anhalt und Niedersachsen. Die Straße der Romanik führt nahe am Ort vorbei.

## Geschichte
Seggerde wurde erstmals um 1220 im Lehnsregister der Edelherren von Meinersen erwähnt. Die Adelsfamilie gab um 1220 jeweils oberhalb und unterhalb der villa 1½ Hufen und 2 Mühlen als Lehen an Gunzelin von Berwinkel. Um 1270 in der Nachfolge beides als Lehen an die von Bartensleben.
Am 17. Oktober 1928 kam das Vorwerk Wolfsdorf vom aufgelösten Gutsbezirk Weferlingen zur Landgemeinde Seggerde.
Von 1994 bis zum 1. Januar 2005 gehörte Seggerde zur Verwaltungsgemeinschaft Weferlingen, von 2005 bis zum 31. Dezember 2009 zur Verwaltungsgemeinschaft Flechtingen.
Durch einen Gebietsänderungsvereinbarung beschlossen die Gemeinderäte der Gemeinden Stadt Oebisfelde (am 27. Mai 2009), Bösdorf (am 26. Mai 2009), Eickendorf (am 28. Mai 2009), Etingen (am 26. Mai 2009), Kathendorf (am 19. Mai 2009), Rätzlingen (am 27. Mai 2009), Eschenrode (am 28. Mai 2009), Döhren (am 28. Mai 2009), Hödingen (am 20. Mai 2009), Hörsingen (am 27. Mai 2009), Schwanefeld (am 25. Mai 2009), Seggerde (am 26. Juni 2009), Siestedt (am 28. Mai 2009), Walbeck (am 28. Mai 2009) und der Flecken Weferlingen (am 19. Mai 2009), dass ihre Gemeinden aufgelöst und zu einer neuen Stadt Oebisfelde-Weferlingen vereinigt werden. Dieser Vertrag wurde vom Landkreis als unterer Kommunalaufsichtsbehörde genehmigt und trat am 1. Januar 2010 in Kraft.
Nach Umsetzung der Vereinigungsvereinbarung der bisher selbstständigen Gemeinde Seggerde wurde Seggerde Ortsteil der neuen Stadt Oebisfelde-Weferlingen. Für die eingeflossene Gemeinde wurde die Ortschaftsverfassung nach den §§ 86 ff. Gemeindeordnung Sachsen-Anhalt eingeführt. Die aufgenommene Gemeinde Seggerde und künftige Ortsteil Seggerde wurde zur Ortschaft der neuen Stadt Oebisfelde-Weferlingen. In der eingeflossenen Gemeinde und nunmehrigen Ortschaft Seggerde wurde ein Ortschaftsrat mit acht Mitgliedern einschließlich Ortsbürgermeister gebildet.

## Politik

### Ortsbürgermeister
Der ehrenamtliche Bürgermeister Lothar Masche war vom 6. Mai 2001 bis zum 31. Dezember 2009 im Amt und ist seitdem Ortsbürgermeister.

### Ortschaftsrat
Laut der letzten Kommunalwahl am 7. Juni 2009 hatte der Gemeinderat acht Mitglieder. Aufgrund der Stadtgründung von Oebisfelde-Weferlingen wurde der Gemeinderat zum Ortschaftsrat. Die Wahlbeteiligung lag bei 60,0 %. Die Wahl brachte folgendes Ergebnis:
|  | Wählergruppen | 8 Sitze | (100,0 %) |

Weiteres Mitglied des Ortschaftsrates und dessen Vorsitzender ist der Ortsbürgermeister.

## Sehenswürdigkeiten

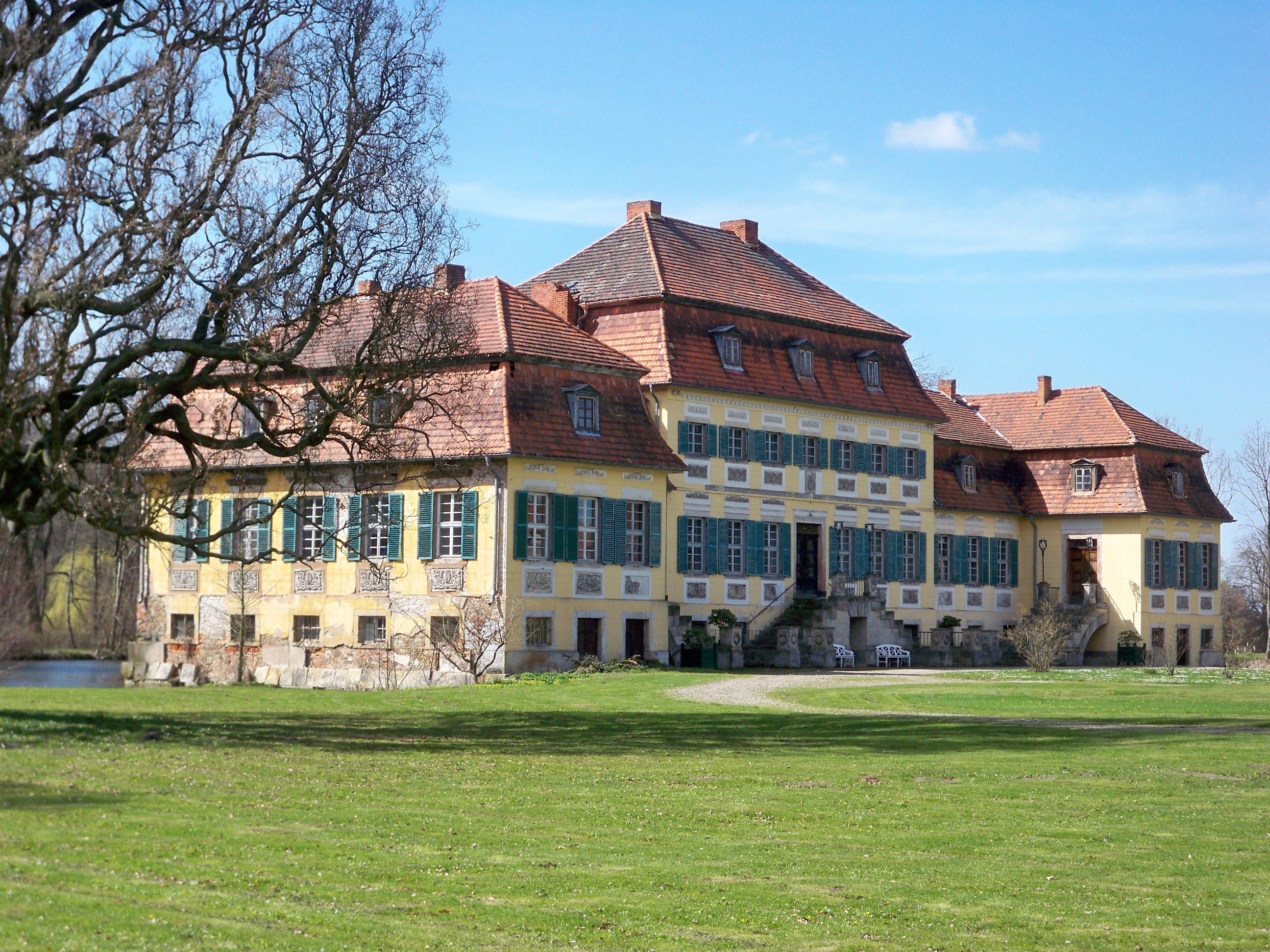
Schloss Seggerde

Das Zentrum des Ortes bildet das spätbarocke Schloss Seggerde (eigentlich ein Gutshaus). Das Gebäude wurde zwischen 1830 und 1850 von der Gutsherrenfamilie von Spiegel an der Stelle einer ehemaligen Wasserburg in Form eines Hufeisens errichtet. Um das Schloss legte Werner Friedrich Julius Stephan von Spiegel einen Landschaftspark nach englischem Vorbild an. Schloss und Park gehören zum Netzwerk Gartenträume Sachsen-Anhalt.
Im Ort befindet sich eine spätmittelalterliche Dorfkirche. Sie gehört heute zum Pfarrbereich Rätzlingen im Kirchenkreis Haldensleben-Wolmirstedt der Evangelischen Kirche in Mitteldeutschland.

## Persönlichkeiten
- Hermann Korn (1907–1946), deutscher Geologe, geboren in Seggerde